# Сплитски акварел
Сплитски акварел (хрв. Spli'ski akvarel) је оперета у три чина хрватског композитора Ива Тијардовића. Друга је најчешће извођена оперета овог композитора, после Мале Флорами. Сматра се „најсплитскијом” представом Хрватског народног казалишта у Сплиту. Оперета је премијерно изведена у овом позоришту, тада Хрватском казалишту у Сплиту 5. марта 1928. године.
Сплитски акварел је, чак више него Мала Флорами, изразито локано обојено дело које је Тијардовић посветио „малим” људима, својим суграђанима Сплићанима. Према неким подацима, компоновао ју је и написао за само две недеље. Музика се темељи на изворној далматинској мелодији, што је резултирало музичким нумерама као што су „Кућо мала” или „Тончи мој драги Тончи”, које су превазишле позоришне сцене и постали својеврсни део шире, поп културе.

## Либрето
Сплитски акварел је представа у три чина и шест слика. То је лепршава и лагана оперета неоптерећена великим порукама, пуна певљивих мелодија и духовитих реплика, написана у првом реду да забави. Либрето осликава весела збивања у Сплиту између два светска рата. 
Радња је смештена у сплитско насеље Вели Варош, у време фестивала Судамје.
Либрето прати причу два љубавна пара. Једна је романтична, о љубави између Тончија и Марице који желе да се венчају, али због финансијске ситуације у којој се Тончи налази не наилазе на одобравање њеног оца Томе. Друга је комична љубавна прича Лешандра и Перине, која се посебно истиче због плесних тачака заснованих на елементима америчког фокстрота, с којима се на моменте Тијардовић приближава и жанру мјузикла. У све то уплиће се и прича о одласку у Босну, у којој Сплићани траже здравствене савете од такозваног доктора Салка. Призор у ком сплитски хипохондри журе у Љубушки по „лијечничку“ помоћ урнебесно је смешан.

## Ликови
- Тома Сале – Барба Тома, стари „бателант“
- Јована, његова жена
- Марица Салина, њихова јединица
- Тончи Моровица, Марицин изабраник
- Пашко, брат Тончија Моровице
- Леонтина, његова жена
- Перина Рапетинова
- Лешандро Панпан
- Зензо Салоња, дерач
- Микула Бигулин, рибар
- Џони, подофицир америчке флоте
- Вили, подофицир америчке флоте
- Салко Саликовић, чудотворни лекар
- Мехо, Салков слуга
- Фата, Салкова помоћница
- Салкови певачи
- Станко Голужин, Трогиранин
- Газда Пера Марковић, газда човек
- Стевица, телохранитељ газда Пере Марковића
- Даница, музичка пратња газда Пере Марковића
- Шјора Луце
- Професор
- Пашко
- Три ноне
- Фанат, судски извршитељ
- Ана, Фанатова помоћница
- Мали Иво, дечак морнар[9]
- Свети Дује
- Полицјот (полицајац)
- Лавандере, бателанти, пук, морнари, болесници, грађани, деца (хор, оркестар и балет)[10]

## Извођења У Србији
Оперета Сплитски акварели била је и на репертоару српских позоришта. Српско народно позориште, тада Новосадско-осијечко позориште,
Оперете Ива Тијардовића, засноване на сплитским анегдотским догодовштинама спретно драматуршки обрађеним и вешто протканим домаћим музичким мотивима, као и модернијим ритмовима, постале су сталан део репертоара београдског Позоришта на Теразијама. Оперета Сплитски акварел премијерно је у овом позоришту играна 8. јуна 1962. године, а затим обновљен у сасвим новој поставци 1978, приближеној мјузик–холском облику, у којој су заблистали као нове звезде Татјана Бошковић (у улози Перине) и Раде Марјановић. Ова поставка снимљена је за телевизијско емитовање 1984. године. Оперете Ива Тијардовића, пуне заводљивог локалног колорита, пријемчиве мелодике и сочног хумора радо су гледане и дуго игране у овом позоришту.

## Извори
1. ↑  „О енциклопедији”. Енциклопедија Српског народног позоришта (на језику: енглески). Приступљено 2025-07-05.
2. ↑  V. G. (5. 5. 2024). „Tijardovićev 'Spli'ski akvarel' vraća se na scenu HNK Split”. Hrvatska radiotelevizija (на језику: хрватски). Приступљено 2025-07-08.
3. 1 2 3  „СПЛИТСКИ АКВАРЕЛ”. Енциклопедија Српског народног позоришта. Приступљено 2025-07-08.
4. 1 2  Klinko, Boris. „SPLITSKI AKVAREL”. DOM KULTURE „STUDENTSKI GRAD” (на језику: српски). Приступљено 2025-07-08.
5. 1 2  „Spli'ski akvarel”. TEATAR.HR (на језику: хрватски). 2008-11-03. Приступљено 2025-07-08.
6. ↑  „Sudamja: 10 stvari koje ne smijete propustiti”. visitsplit.com - Turistička zajednica grada Splita. Приступљено 2025-07-08.
7. ↑  Parić, Jasmina (2024-05-05). „Opereta "Spli'ski akvarel" Ive Tijardovića, najsplitskija od svih predstava, vraća se na scenu HNK-a”. Slobodna Dalmacija (на језику: хрватски). Приступљено 2025-07-08.
8. ↑  Mrčela, Magdalena (2024-05-08). „Spli'ski akvarel – Slika koja neće izblijediti, Split koji je sljubio prošlost i budućnost, izvođači koji u svoje uloge upisuju ljubav i radost (recenzija)”. DALMACIJA DANAS (на језику: хрватски). Приступљено 2025-07-08.
9. ↑  „Spli'ski akvarel”. Kazalište Komedija (на језику: хрватски). Приступљено 2025-07-08.
10. ↑  „Spli'ski akvarel”. HNK Split (на језику: хрватски). Приступљено 2025-07-08.
11. ↑  „Savremeno pozorište”. Музеј позоришне уметности Србије - teatroslov.mpus.org.rs. Приступљено 2025-07-08.
12. ↑  „Музеј позоришне уметности Србије”. teatroslov.mpus.org.rs. Приступљено 2025-07-08.
13. ↑  „TV Teatar: Splitski akvarel”. РТС (на језику: српски). 25. 6. 2022. Приступљено 2025-07-08.
14. ↑  Рапајић 2005, стр. 136